# Лемміккюла
Ле́мміккюла (ест. Lemmikküla) — село в Естонії, у волості Ляене-Ніґула повіту Ляенемаа.

## Населення
Чисельність населення на 31 грудня 2011 року становила 9 осіб.

## Географія
Через село проходить автошлях 10 (Рісті — Віртсу — Куйвасту — Курессааре).

## Історія
До 21 жовтня 2017 року село входило до складу волості Кулламаа.